# Ministère de l'Éducation (Danemark)
Pour les articles homonymes, voir Ministère de l'Éducation.
Le ministère de l'Éducation est un ministère danois qui supervise la politique éducative du pays. Il est dirigé par Mattias Tesfaye depuis le 15 décembre 2022.

## Historique
Ministre de l'Éducation entre 1924 et 1926, Nina Bang est la première femme ministre de l'histoire du Danemark, et la première femme ministre d'un gouvernement démocratiquement élu.
Entre 1998 et 2001, le portefeuille des Affaires ecclésiastiques est rattaché au ministère de l'Éducation et se voit rajouté entre 2011 et 2013 et à partir de 2015, le portefeuille de l'Enfance. Depuis cette dernière date et jusqu'en 2016, il est également rattaché au ministère de l'Égalité des chances. Depuis 2019, il est rattaché au ministère de l'Enfance.

## Liste des ministres
| Nom         | Nom                        | Gouvernement                               | Début du mandat   | Fin du mandat     |
| ----------- | -------------------------- | ------------------------------------------ | ----------------- | ----------------- |
|             | Nina Bang                  | Thorvald Stauning I                        | 24 avril 1924     | 14 décembre 1926  |
| (1926-1945) |                            |                                            |                   |                   |
|             | A.M. Hansen                |                                            | 5 mai 1945        | 7 novembre 1945   |
|             | Mads R. Hartling           |                                            | 7 novembre 1945   | 13 novembre 1947  |
|             | Hartvig Frisch             |                                            | 13 novembre 1947  | 11 février 1950   |
|             | Julius Bomholt             |                                            | 11 février 1950   | 30 octobre 1950   |
|             | Flemming Hvidberg          |                                            | 30 octobre 1950   | 30 septembre 1953 |
|             | Julius Bomholt             |                                            | 30 septembre 1953 | 28 mai 1957       |
|             | Jørgen Jørgensen           |                                            | 28 mai 1957       | 7 septembre 1961  |
|             | Kristen Helveg Petersen    |                                            | 7 septembre 1961  | 26 septembre 1964 |
|             | K. B. Andersen             |                                            | 26 septembre 1964 | 2 février 1968    |
|             | Helge Larsen               |                                            | 2 février 1968    | 11 octobre 1971   |
|             | Knud Heinesen              |                                            | 11 octobre 1971   | 27 septembre 1973 |
|             | Ritt Bjerregaard           |                                            | 27 septembre 1973 | 19 décembre 1973  |
|             | Tove Nielsen               |                                            | 19 décembre 1973  | 13 février 1975   |
|             | Ritt Bjerregaard           |                                            | 13 février 1975   | 22 décembre 1978  |
|             | Knud Heinesen              |                                            | 22 décembre 1978  | 5 janvier 1979    |
|             | Dorte Bennedsen            |                                            | 5 janvier 1979    | 10 septembre 1982 |
|             | Bertel Haarder             |                                            | 10 septembre 1982 | 25 janvier 1993   |
|             | Ole Vig Jensen             |                                            | 25 janvier 1993   | 23 mars 1998      |
|             | Margrethe Vestager         | Nyrup Rasmussen IV                         | 23 mars 1998      | 27 novembre 2001  |
|             | Ulla Tørnæs                | Fogh Rasmussen I                           | 27 novembre 2001  | 18 février 2005   |
|             | Bertel Haarder             | Fogh Rasmussen II et III Løkke Rasmussen I | 18 février 2005   | 23 février 2010   |
|             | Tina Nedergaard            | Løkke Rasmussen I                          | 23 février 2010   | 8 mars 2011       |
|             | Troels Lund Poulsen        | Løkke Rasmussen I                          | 8 mars 2011       | 3 octobre 2011    |
|             | Christine Antorini         | Thorning-Schmidt I et II                   | 3 octobre 2011    | 28 juin 2015      |
|             | Ellen Trane Nørby          | Løkke Rasmussen II                         | 28 juin 2015      | 28 novembre 2016  |
|             | Merete Riisager            | Løkke Rasmussen III                        | 28 novembre 2016  | 27 juin 2019      |
|             | Pernille Rosenkrantz-Theil | Frederiksen I                              | 27 juin 2019      | 15 décembre 2022  |
|             | Mattias Tesfaye            | Frederiksen II                             | 15 décembre 2022  | en cours          |